# Åhus Beachhandboll Festival

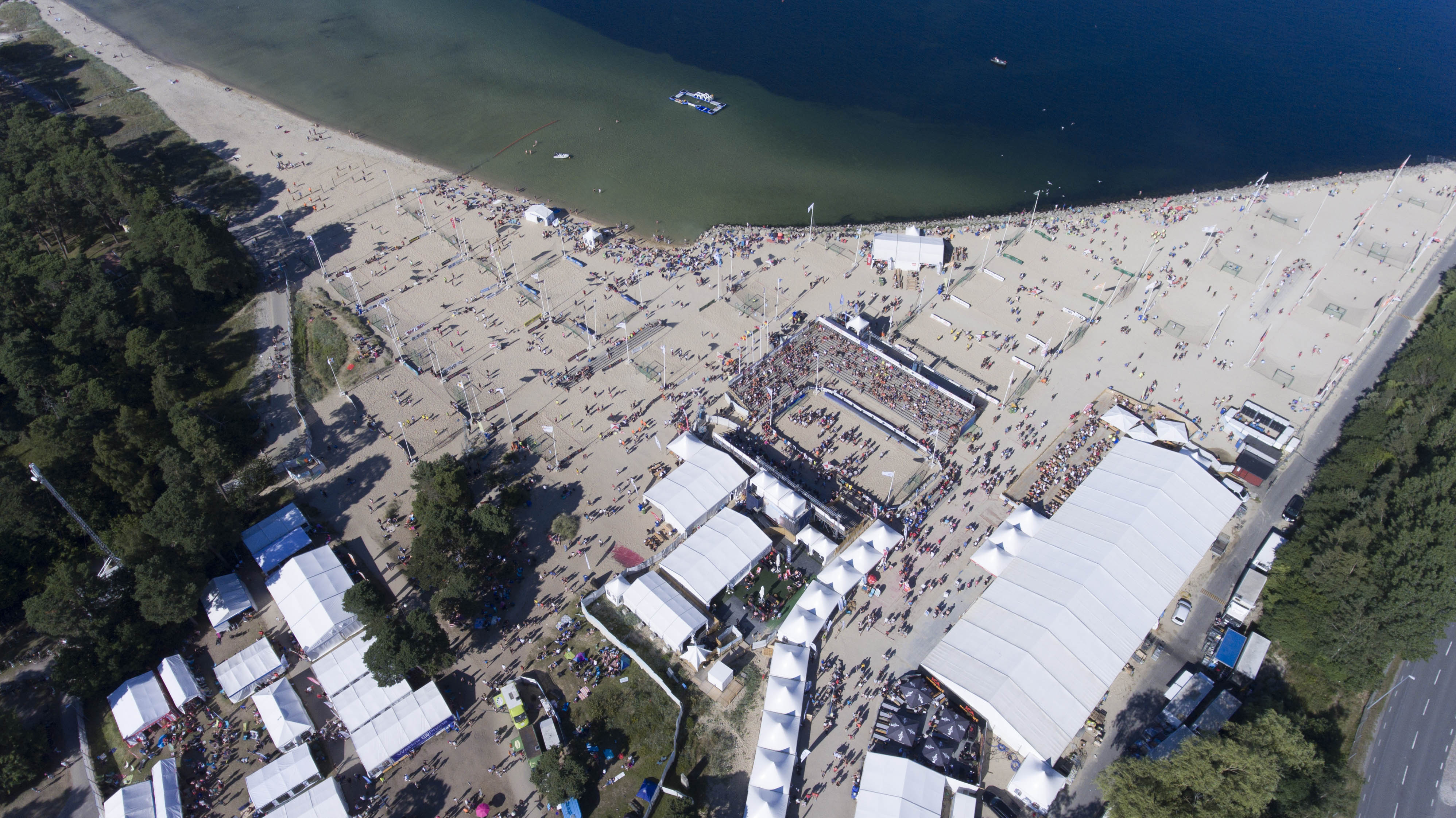
Tävlingsområdet vid Åhus Beachhandboll Festival 2017.

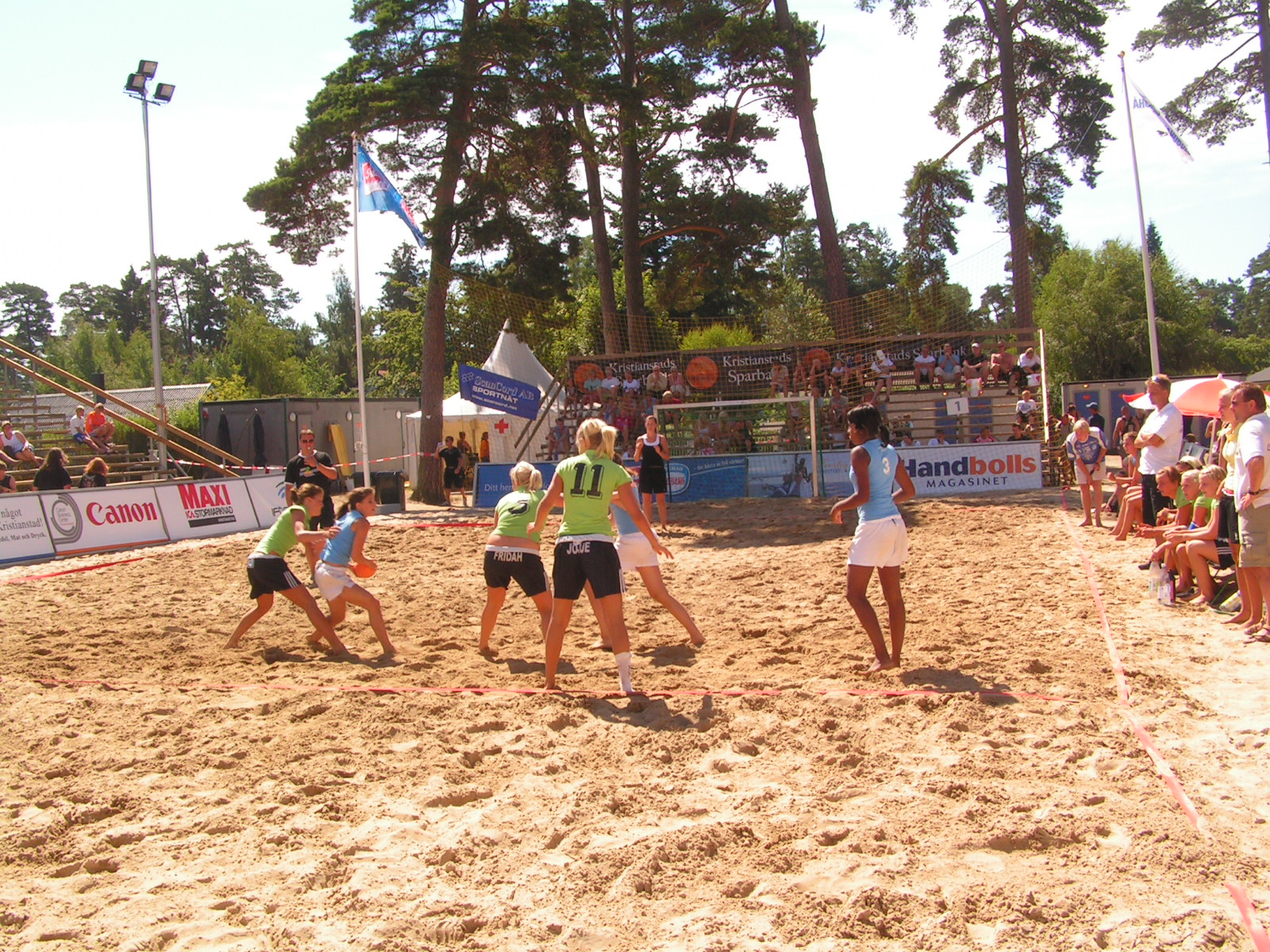
En match vid Åhus Beachhandboll Festival, 2006.

Åhus Beachhandboll Festival, tidigare Åhus Beachhandboll Cup, är Europas största beachhandbollsturnering. Den arrangeras vecka 29 i Åhus i nordöstra Skåne.
Festivalen bildades 1997 av handbollsklubben Åhus Handbolls grundare Mats G. Jönsson. Vid festivalens/turneringens första upplaga deltog 75 lag i Åhus Småbåtshamn. 2019 deltog cirka 1 400 lag och spelade över 10 000 matcher på 19 sandbanor.
Veckan toppas med Elitklassen på dam- och herrsidan, där elitlag från hela Sverige samlas och spelar beachhandboll på stranden tillsammans med elitlag från danska högstaligan och tyska Bundesliga.

## Spelregler
Reglerna som tillämpas vid Åhus Beachhandboll Festival följer inte de internationellt fastställda beachhandbollsreglerna. Istället bygger de på regler som gäller för traditionell inomhushandboll.
Seniorklassen hade SM-status i två år, 1999 och 2000. Sedan 2010 är det den konkurrerande turneringen OV Beachhandboll i Helsingborg som räknas som det officiella svenska mästerskapet där vinnarna koras till svenska mästare.

## Åhus Beachfotboll
Åhus Beachhandboll Festival arrangeras av eventbolaget Åhus Beach, som också arrangerar strandfotbollsturneringen Åhus Beachfotboll vecka 27 varje år. Båda evenemangen lockar tillsammans över 100 000 besökare från hela Sverige samt delar av Norden och norra Europa.

## Turistomsättning
Företaget Rubin gjorde, på uppdrag av Kristianstad kommun, en undersökning 2014 som visade att 2014 års turistomsättning för Åhus Beachhandboll Festival uppgick till över 70 miljoner kronor och Åhus Beachfotboll genererade cirka 30 miljoner kronor. Den totala turistomsättningen för Åhus Beachfotboll och Åhus Beachhandboll Festival beräknades 2016 till 150 miljoner kronor och bidragande till över 40 000 gästnätter till Kristianstads kommun med omnejd.